# サリアー・パキ
サリアー・パキ（Sariah Paki、2001年10月12日 - ）は、オーストラリアの女子ラグビー選手。

## プロフィール
- オーストラリアシドニー出身[1]。
- 身長 172cm、体重 65kg
- かつてはオージー・ルールズ・タッチフットボールの選手だった[2]。

## 略歴
2021年、東京五輪の7人制女子オーストラリア代表に選ばれた。
2024年、パリ五輪の7人制女子オーストラリア代表に選ばれた。